# Hartmut Fuchs
Hartmut Fuchs (* 1952 in Berlin) ist ein deutscher Architekt und Hochschullehrer

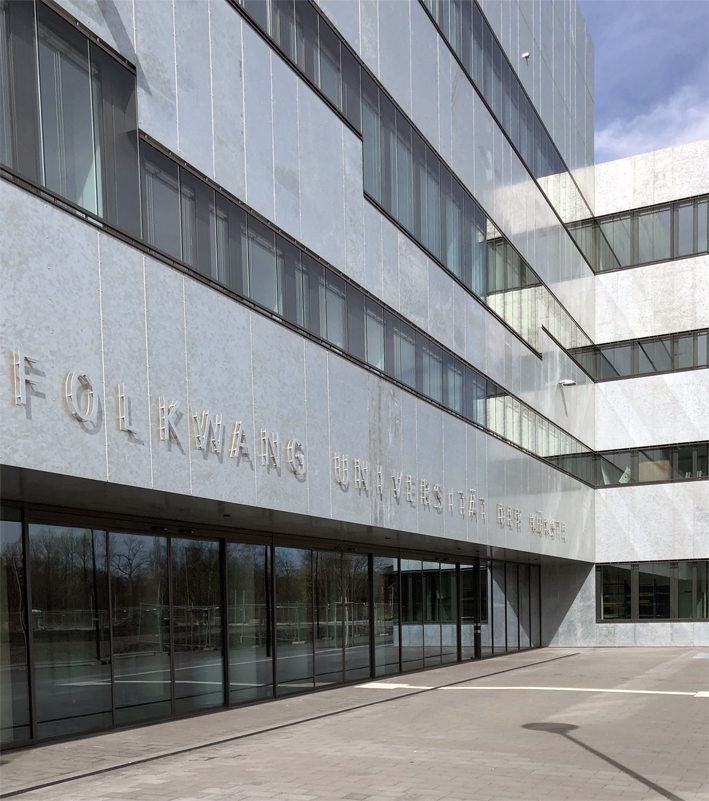
Folkwang Universität der Künste, Essen

## Werdegang
Fuchs besuchte zwischen 1962 und 1971 das Gymnasium in Ludwigsburg. Anschließend studierte er von 1971 bis 1978 Architektur an der Universität in Stuttgart. 1990 war Hartmut Fuchs zusammen mit Klaus Mahler und Armin Günster Mitbegründer des Stuttgarter Architekturbüros Mahler Günster Fuchs. 2013 wurde Fuchs zum Dekan der Technischen Hochschule Nürnberg im Fachbereich Architektur gewählt, dieses Amt hatte er bis 2018 inne.
Zwischen 2000 und 2018 war Fuchs als ordentlicher Professor für Entwerfen an der Technischen Hochschule in Nürnberg tätig. Fuchs war Vorsitzender der Jury für die Sanierung und den Umbau der Seniorenwohnanlage August-Meier-Heim in Nürnberg.
Fuchs ist Mitglied im Bund Deutscher Architekten.

## Bauten

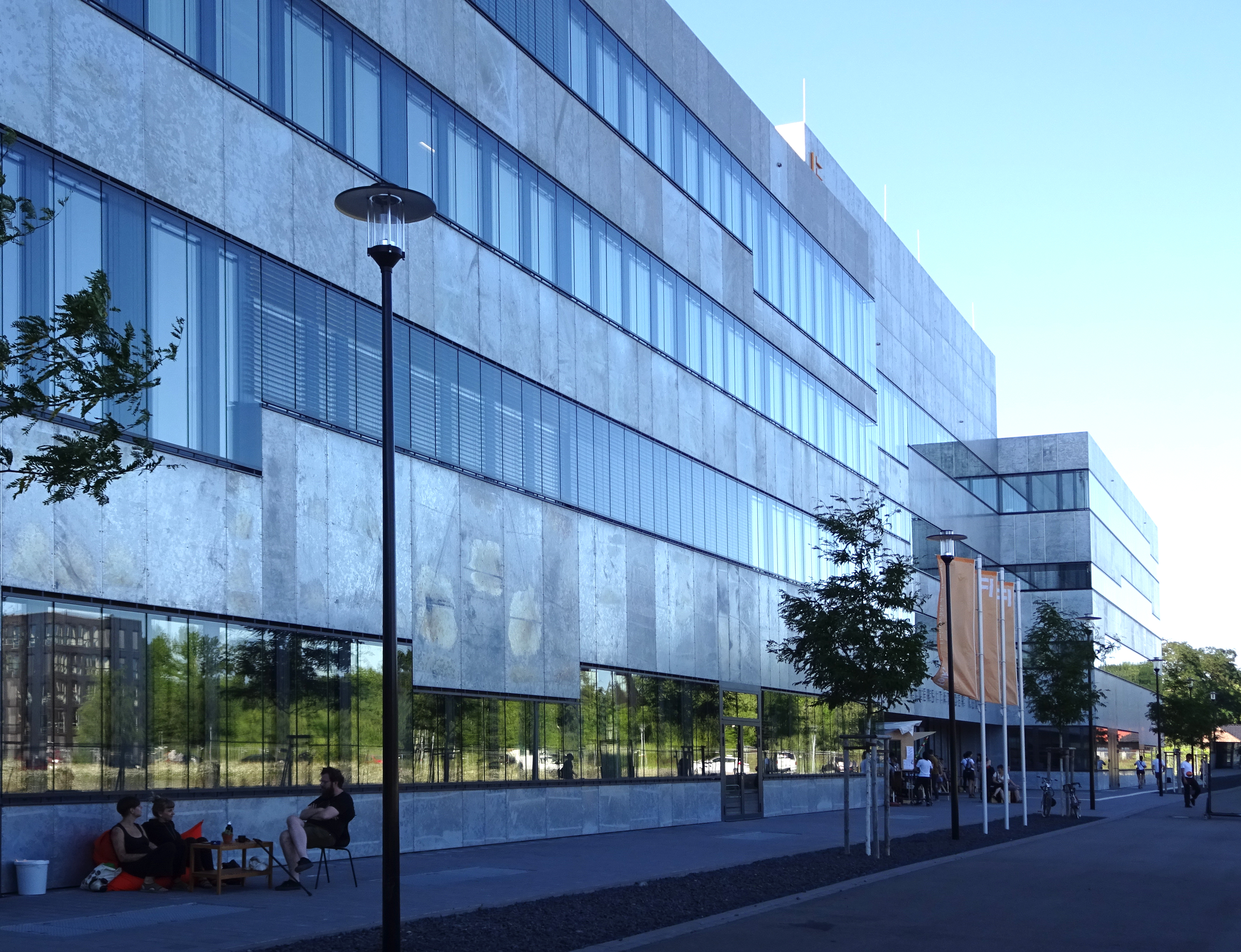
Folkwang Universität der Künste, Fassade

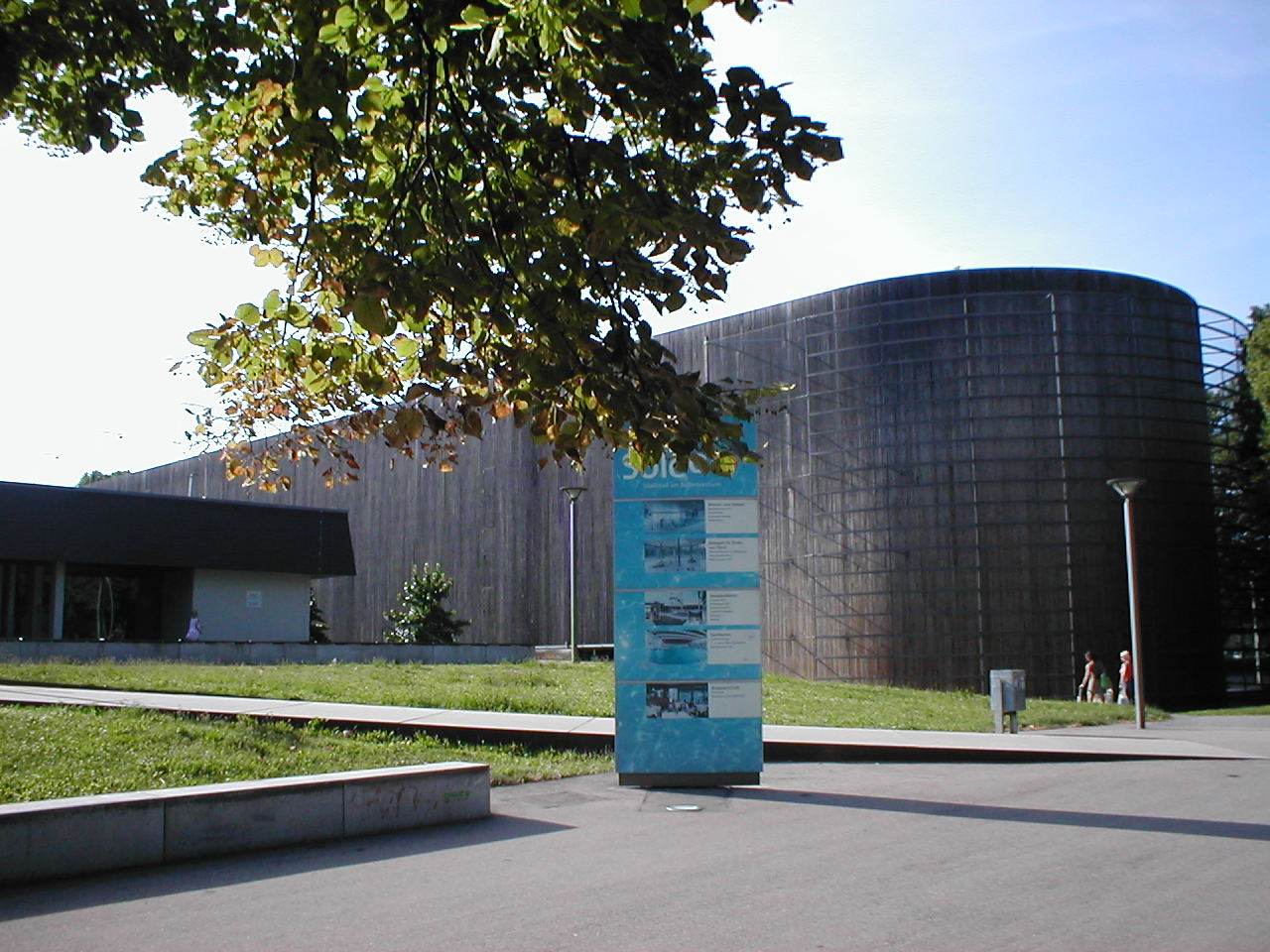
Parkhaus am Bollwerksturm, Heilbronn

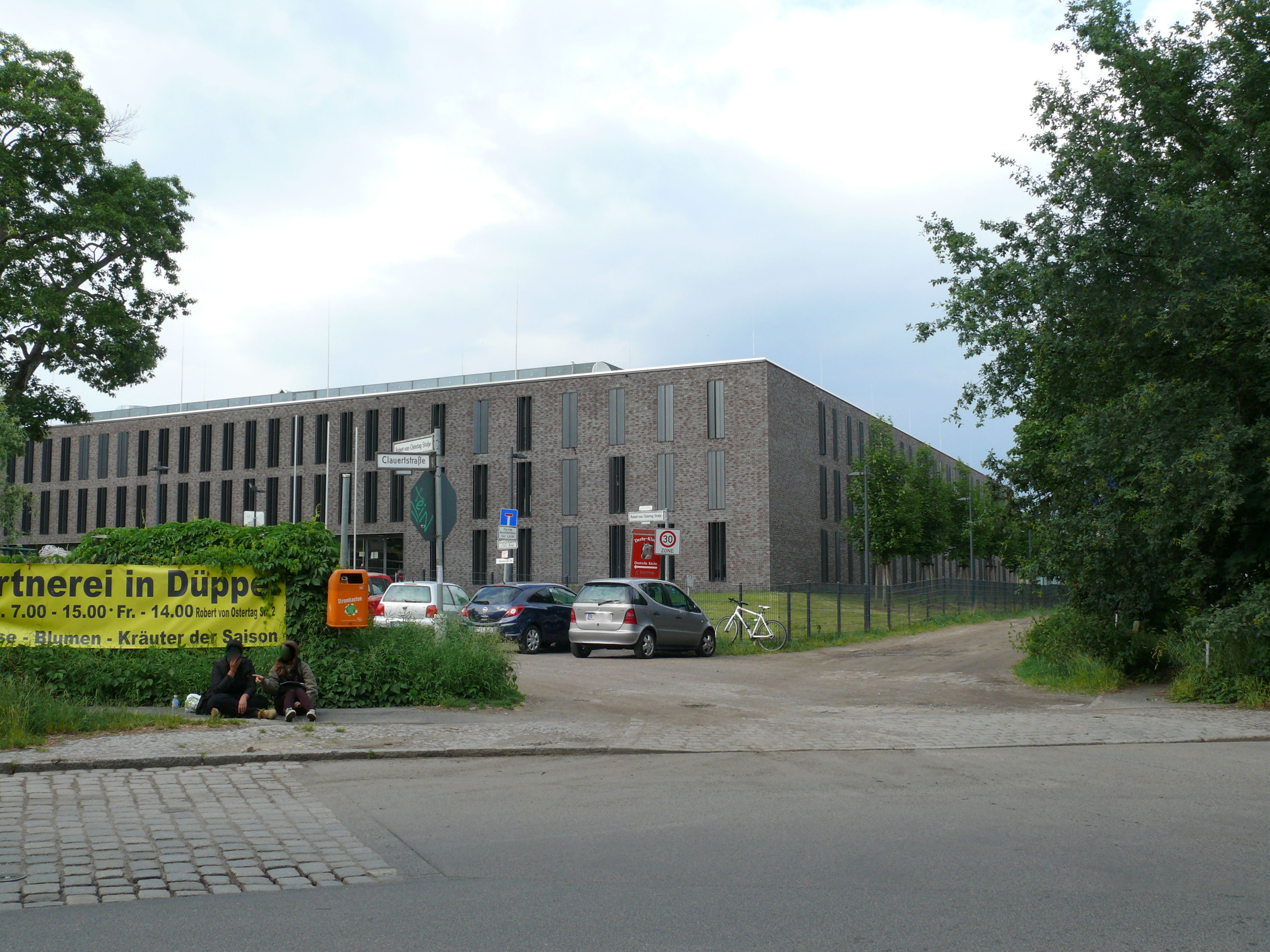
Justizvollzugsanstalt, Düppel

als Partner in der Architektengemeinschaft „Mahler Gumpp Schuster“:
- 1988: Blendstatt-Halle
- 1992: Kaufhaus Hettlage am Milchmarkt
- 1987–1994: Erweiterung der Staatlichen Akademie der Bildenden Künste, Stuttgart

als Mitglied der Architektengemeinschaft „Mahler Günster Fuchs“:
- 1993–1994: Gewerbeschule, Durlach
- 1996–1999: Finanzamt, Schwarzenberg
- 1999–2001: Fachhochschule für Gestaltung, Wiesbaden
- unbekannt: Folkwang Universität der Künste, Essen
- unbekannt: Seniorenwohnanlage, Neuenbürg[3]
- 2000: Parkhaus am Bollwerksturm, Heilbronn[4]
- 2000–2005: Deutsche Botschaft Tokio
- 2001–2004: Fachoberschule- und Berufsoberschule, Memmingen
- 2002–2006: Hochschule, Aalen
- 2005: Verfügungs- und Funktionsgebäude im Talklinikum, Tübingen
- 2004–2010: Erweiterung Hochschule Pforzheim – Fakultät für Gestaltung, Pforzheim[5]
- 2005–2010: Justizvollzugsanstalt Düppel
- 2006: Erweiterung Hochschule Aalen
- 2008: Seniorentreff, Reinbek
- 2009–2012: Kindertagesstätte, Frankfurt am Main[6]
- 2009–2013: Institut für Transurane, Karlsruhe[7]
- 2013: Mensa Universität Greifswald[8]
- 2014: Kindertagesstätte, Rödelheim
- 2014: Grundschule, Rietberg
- 2014: Aula- und Hörsaalgebäude Hochschule Aalen
- 2016: HTWG Konstanz Seminargebäude, Konstanz

## Auszeichnungen und Preise
- 1980: BDA-Preis Baden-Württemberg
- 1981: Hugo-Häring-Preis für Hauptschule, Dischingen
- 1982: Deutscher Stahlbaupreis
- 1989: Deutscher Naturwerksteinpreis
- 1990: Deutscher Stahlbaupreis
- 1990: Mies van der Rohe Preis – Auszeichnung
- 1991: Hugo-Häring-Preis für Blendstatthalle, Schwäbisch Hall
- 1996: Balthasar-Neumann-Preis – Anerkennung
- 1997: Hugo-Häring-Preis für Gewerbeschule, Karlsruhe-Durlach
- 1999: BDA-Preis Bayern für Grund- und Hauptschule, Riem
- 2000: Hugo-Häring-Preis für Parkhaus am Bollwerksturm, Heilbronn
- 2001: Renault Traffic Award für Parkhaus am Bollwerksturm, Heilbronn[9]
- 2005: Deutscher Holzbaupreis für Fachober- und Berufsoberschule, Memmingen
- 2011: Hugo-Häring-Preis für Hochschule Aalen – Cafeteria auf dem Burren
- 2012: Hugo-Häring-Preis für Erweiterung Hochschule Pforzheim – Fakultät für Gestaltung, Pforzheim[10]
- 2018: Deutscher Fassadenpreis für vorgehängte hinterlüftete Fassaden für Folkwang Universität der Künste, Essen

## Mitarbeiter im Atelier „Mahler Günster Fuchs“
- 1994–1997: Florian Nagler